# Pidjon habbén
Pidjon habbén er "løskøbelsen af den førstefødte". Førstefødte jødiske drenge er egentlig forpligtede til at tjene i templet i Jerusalem (ifølge jødedommen). I praksis "løskøber" faderen derfor sin førstefødte, såfremt dette er en søn. Dette foregår ved en ceremoni, hvor en kohen modtager et symbolsk pengebeløb.